# 共同養育

共同養育（きょうどうよういく）とは、父母が共同して子どもを養育することで、特に父母の別居後・離婚後も引き続き共同して養育すること。また、共同養育は英語ではコペアレンティング（Coparenting）などとも訳され、それは拡大的な定義では育児が集団全体に任されているような形態まで含む可能性も示唆されている広い概念である。共同保育とは違うので注意。

## 父母による共同養育

### オーストラリア
オーストラリアでは連邦家族法の1995年改正法により「親責任」概念が創設されるとともに、別居後・離婚後の父母による子どもの共同養育の理念が示された。連邦家族法には別居に関する規定があり同法第60条には父母の共同養育責任が規定されている。

### 日本
日本の現行民法では夫婦は離婚時に父母のどちらかを親権者に指定する必要があり、親権に関しては離婚後は父母のいずれかが単独親権者となる（民法第819条）。ただ具体的な養育に関しては離婚の際に共同養育計画が提示されたり合意されることがある。

## コペアレンティング
コペアレンティング（Coparenting）とは米国などで用いられている概念で必ずしも法廷婚に限らず、拡大的な定義では共同養育者（Coparents）が養育のために協力する複数の者が共同して行う養育をいう。コペアレンティングはさらに広く育児が集団全体に任されているような形態まで含む可能性も示唆されている概念である。